# Parafia św. Wawrzyńca w Mącznikach
Parafia Świętego Wawrzyńca w Mącznikach – parafia rzymskokatolicka, znajdująca się w archidiecezji poznańskiej, w dekanacie średzkim. 